# Â
Der Buchstabe Â (kleingeschrieben â) ist ein Buchstabe des lateinischen Schriftsystems, bestehend aus einem A mit Zirkumflex.
Im Rumänischen steht der Buchstabe Â für den im Deutschen nicht vorkommenden Laut /⁠ɨ⁠/, genau wie das Î. Seit der Rechtschreibreform von 1993 wird am Wortanfang und -ende stets î geschrieben, ansonsten wird außer in Eigennamen und zusammengesetzten Wörtern â verwendet.
Außerdem ist er der dritte Buchstabe des vietnamesischen Alphabets und stellt den Laut /⁠ɜ⁠/ dar. In der furlanischen Sprache und walisischen Sprache kennzeichnet der Buchstabe den langen Vokal A. In der portugiesischen Sprache stellt der Buchstabe den Laut /⁠ɐ⁠/ dar. Im Türkischen erweicht der Zirkumflex den Vokal a, so wie in kâğıt (Papier).
Weiterhin wird der Buchstabe Â in der französischen und der wallonischen Sprache als Variante eines normalen A verwendet, dort verändert sich die Aussprache nicht. Der Buchstabe Â wird im „vereinfachten phonetischen Alphabet“ der bornholmischen Sprache für den offenen ungerundeten Hinterzungenvokal /⁠ɑ⁠/ verwendet.

## Darstellung auf Computersystemen
| Zeichen | Unicode Codepunkt verlinkt auf den Unicodeblock | Bezeichnung/Beschreibung        | Dezimal- code | HTML- Entität | LaTeX | Tastatureingabe |
| ------- | ----------------------------------------------- | ------------------------------- | ------------- | ------------- | ----- | --------------- |
| Â       | U+00C2 latin capital letter a with circumflex   | Großbuchstabe A mit Zirkumflex  | 0194          | &Acirc;       | \^A   | ^ – A           |
| â       | U+00E2 latin small letter a with circumflex     | Kleinbuchstabe a mit Zirkumflex | 0226          | &acirc;       | \^a   | ^ – a           |